# سید قشلاقی
سیدقشلاقی یکی از روستاهای استان آذربایجان شرقی است که در دهستان ورگهان بخش مرکزی شهرستان اهر واقع شده‌است.این روستا ۳۲ نفر جمعیت دارد.